# Phái chạy theo con đường tư bản chủ nghĩa
Phái chạy theo con đường tư bản chủ nghĩa (giản thể: 走资派; phồn thể: 走資派; bính âm: Zǒuzīpài; còn gọi là Phái đương quyền chạy theo con đường tư bản chủ nghĩa giản thể: 走资本主义道路的当权派; phồn thể: 走資本主義道路的當權派; bính âm: Zǒu zīběnzhǔyì dàolù de dāngquánpài) là thuật ngữ tư tưởng Mao Trạch Đông dùng để chỉ một người hoặc một nhóm thể hiện xu hướng cúi đầu trước áp lực từ các thế lực tư sản và sau đó cố gắng lôi kéo Cách mạng Cộng sản Trung Quốc theo hướng tư bản chủ nghĩa. Nếu được phép làm như vậy, những lực lượng này cuối cùng sẽ khôi phục lại nền thống trị về mặt chính trị và kinh tế của chủ nghĩa tư bản; nói cách khác, những lực lượng này sẽ dẫn toàn xã hội đi theo "con đường tư bản chủ nghĩa".

## Lịch sử
Thuật ngữ này xuất hiện lần đầu tiên trong văn học của Đảng Cộng sản Trung Quốc (ĐCSTQ) vào năm 1965; tuy nhiên, thuật ngữ trong tư duy của phái theo chủ nghĩa Mao có thể bắt nguồn từ Cách mạng Hungary năm 1956.(tr78) Trong khi Cách mạng Hungary đang diễn ra, Mao Trạch Đông coi "sự cai trị chuyên quyền của Liên Xô" trong Khối phía Đông là không phù hợp và không còn đại diện cho nhu cầu của người dân Hungary.(tr85) Mao chỉ trích sự hiện diện và can thiệp của Liên Xô vào Hungary, một quan điểm cuối cùng sẽ dẫn đến sự chia rẽ Trung-Xô. Ông tin rằng các thành viên Đảng Công nhân Xã hội chủ nghĩa Hungary đã tách rời sự lãnh đạo của họ khỏi người dân, do đó cho phép điều chỉnh nền kinh tế trở lại chủ nghĩa tư bản.
Mao đã sử dụng ví dụ này trong cuộc họp năm 1956 với Bộ Chính trị Đảng Cộng sản Trung Quốc để điều chỉnh các cơ chế nội bộ nhằm thắt chặt các hạn chế quyền lực trong đảng nhằm không tách đảng ra khỏi chủ nghĩa cộng sản của nhân dân. Cuộc họp này diễn ra trong lúc diễn ra phong trào Trăm hoa đua nở, khi Mao mời gọi dân thường và trí thức lên tiếng phê bình ĐCSTQ. Phản hồi nhận được mang tính chất chỉ trích Mao và các thành viên ĐCSTQ. Lưu Tân Nhạn một cán bộ đảng của Mao, lập luận rằng những người chỉ trích ĐCSTQ nên được đưa vào danh sách rút gọn là kẻ thù của ĐCSTQ. Ngoài ra, ông lập luận rằng các thành viên của ĐCSTQ chỉ trích ĐCSTQ là 'phái chạy theo con đường tư bản chủ nghĩa' đã phá hủy cơ chế nội bộ của đảng.
Trong Cách mạng Văn hóa, Mao tuyên bố rằng phải tập trung nỗ lực nhiều hơn vào các đảng viên ĐCSTQ đi theo con đường tư bản chủ nghĩa.(tr7) Mao mô tả phái đi theo con đường này đều là "những kẻ đầy tham vọng, âm mưu và đạo đức giả của giai cấp bóc lột".(tr7-8) Ông yêu cầu công chúng phối hợp chỉ trích các đảng viên ĐCSTQ ở địa phương có vẻ như là phái chạy theo đường lối tư bản chủ nghĩa.(tr10)

## Cách dùng để phê phán Đặng Tiểu Bình
Mao cho rằng Đặng Tiểu Bình, một đảng viên trọn đời của ĐCSTQ và đã cam kết với đường lối của đảng từ khi còn nhỏ, là thành viên thuộc phái đi theo con đường tư bản chủ nghĩa và Liên Xô đã rơi vào tay phái đi theo con đường tư bản chủ nghĩa từ bên trong Đảng Cộng sản Liên Xô sau cái chết của Joseph Stalin năm 1953. Sau đó vào năm 1966, Mao lại công kích Đặng Tiểu Bình và Lưu Thiếu Kỳ, khiến Đặng mất chức.
Vào giữa năm 1975 với sự ủng hộ của Mao vắng mặt lúc này đang phải chăm sóc bệnh tật cá nhân, Đặng đã được trao toàn quyền lãnh đạo và quyền lực ở Trung Quốc và khởi xướng nhiều cải cách nhằm giải quyết những sai lầm mà ông đã tận mắt chứng kiến trong cuộc cách mạng văn hóa. Những cải cách kể từ đó được coi là một quá trình phi Mao hóa khi ông điều chỉnh chính sách của ĐCSTQ do Mao đưa ra trước đó, bao gồm những thay đổi về giáo dục, nhân sự, kinh tế, khoa học và công nghệ trong chính sách Bốn hiện đại hóa của ông. Mao là người ủng hộ nền giáo dục thực tế bên ngoài lớp học. Những cải cách của Đặng về chính sách giáo dục đã hạn chế trải nghiệm này và thay vào đó tập trung vào giáo dục trong lớp học mà Mao cho rằng chính điều đó đã khiến Đặng trở thành phái đi theo con đường tư bản chủ nghĩa.
Sau cái chết của Thủ tướng Chu Ân Lai, chính khách nổi tiếng của Trung Quốc và là người bất đồng chính kiến với những cải cách của Đặng, Mao đã hủy bỏ việc bổ nhiệm của mình và phát động phong trào phê phán Đặng Tiểu Bình và Đặng bị thanh trừng lần thứ hai sau năm 1966. Chương trình này là một phần mở rộng của Cách mạng Văn hóa và cho phép sinh viên ở Bắc Kinh biểu tình tại Quảng trường Thiên An Môn và các thành phố khác của Trung Quốc sau phản ứng dữ dội đối với Bốn hiện đại hóa của Đặng. Một tấm áp phích trong chiến dịch này có nội dung "Đặng, kẻ đi theo con đường tư bản chủ nghĩa không ăn năn hối cải, đã trở lại con đường này một lần nữa". Đặng còn bị chỉ trích nhiều hơn vào thập niên 1970, trên tờ Nhân dân nhật báo của Ban Chấp hành Trung ương ĐCSTQ, bị buộc tội âm mưu phá hoại cuộc cách mạng.

## Sử dụng trong ngành học thuật bên ngoài Trung Quốc
Thuật ngữ phái đi theo con đường tư bản chủ nghĩa đã có ảnh hưởng sau cái chết của Mao và tiếp tục được sử dụng trong nhiều ngành học thuật chống tư bản chủ nghĩa. Nhà báo và nhà hoạt động Ấn Độ Arup Baisya, đã sử dụng thuật ngữ phái đi theo con đường tư bản chủ nghĩa để mô tả giới chính khách Liên Xô sau cái chết của Stalin, người đã lèo lái chính sách kinh tế theo hướng chủ nghĩa xã hội thị trường. Nhà kinh tế học Keith Griffin từng mô tả Karl Marx đã vượt qua phái đi theo con đường tư bản chủ nghĩa do sự hiểu biết của ông về chủ nghĩa cộng sản dựa vào làng xã mà không cần công nghiệp hóa.